# Hemisphaerius plagiatus
Hemisphaerius plagiatus är en insektsart som beskrevs av Walker 1870. Hemisphaerius plagiatus ingår i släktet Hemisphaerius och familjen sköldstritar. Inga underarter finns listade i Catalogue of Life.